# 베이징 베이티다
베이징 베이티다(중국어: 北京北体大, 병음: Běijīng Běitǐdà)는 중국 베이징시를 연고로 했던 축구 클럽으로 BSU로 약칭되기도 하며 2015년부터 2022년까지 중국 갑급리그에 참가했다가 2023년 3월 29일 산시 장안 애슬레틱과 함께 해체 수순을 밟았다.

## 역사
- 2004년: 베이징 바시 성스 클럽(北京八喜盛世俱樂部)으로 창단됨.
- 2008년: 중국 을급리그에 참가할 의사를 밝혔으나 나중에 철회함.
- 2009년: 같은 해부터 을급리그에 참가함. 을급리그에서 북구 리그 우승을 차지했으며 승격 플레이오프에서 3위를 기록하여 갑급리그로 승격됨.
- 2010년 2월: 자금난에 처해 있던 갑급리그 소속 축구 클럽인 베이징 훙덩(北京宏登)을 합병하면서 중국 갑급리그에 참가하게 됨.
- 2011년 2월: 클럽 명칭을 베이징 바시 연합 경기 축구 클럽(北京八喜聯合競技足球俱樂部)으로 변경함.
- 2011년 12월: 중화민국(타이완)의 축구 선수인 천하오웨이(陳浩瑋), 원즈하오(溫智豪)가 입단함.
- 2014년 12월: 클럽 명칭을 베이징 쿵구(北京控股)로 변경함.
- 2019년: 클럽 명칭을 베이징 베이티다(北京北体大)로 변경함.

## 역대 감독
| 감독     | 임기        |
| -------- | ----------- |
| 가오훙보 | 2017 ~ 2019 |

## 같이 보기
- 베이징 체육대학